# Eubazus punctifer
Eubazus punctifer är en stekelart som beskrevs av Van Achterberg 2003. Eubazus punctifer ingår i släktet Eubazus och familjen bracksteklar. Inga underarter finns listade i Catalogue of Life.